# Alexander Hestengen
Alexander Hestengen (ur. 14 maja 1998) – norweski skeletonista. Srebrny medalista Zimowych Igrzysk Olimpijskich Młodzieży 2016.
Hestengen zadebiutował na arenie międzynarodowej w listopadzie 2014 roku, podczas zawodów Pucharu Europy w Lillehammer, gdzie zajął miejsca w trzeciej dziesiątce (25. i 23. miejsce). W zawodach Pucharu Europy startował dotąd czterokrotnie, a 23. pozycja z Lillehammer jest jego najlepszą w karierze.
W 2015 roku zajął 17. miejsce w mistrzostwach świata juniorów.
Osiągał sukcesy w cyklu zawodów dla młodych skeletonistów – OMEGA Youth Series, gdzie stawał na podium (1. miejsce w Lillehammer w grudniu 2014 roku i 3. pozycja w tym samym mieście w grudniu 2015 roku).
W lutym 2016 roku zdobył srebrny medal w rywalizacji skeletonistów podczas Zimowych Igrzysk Olimpijskich Młodzieży 2016.
Jego trenerem jest Snorre Pedersen.